# 托克马克战役
托克马克战役是乌克兰武装部队（AFU）和俄罗斯联邦武装部队在扎波罗热州托克马克市中心所发生的一场军事战斗。这场军事行动是2022年俄罗斯入侵乌克兰的一部分。 

## 第一次戰役
据媒体报道，在2022年2月27日至28日的晚上，俄罗斯的军事破坏者，即乌克兰境内的破坏及侦察组织成员，此前从乌克兰的一个军事基地偷走了乌克兰武装部队的军装，并与乌克兰军队交战。   
据战略通信及信息安全中心称，当晚穿着乌克兰制服的俄罗斯破坏分子与乌克兰武装部队交火。俄罗斯军人之所以被认了出来，是因为他们穿着了属于俄罗斯军队的防弹背心。  
据乌克兰扎波罗热州政府称，乌克兰军方采取了军事反抗，俄罗斯因此损失了大量军事人员，并且被迫撤退到托克马克南郊。   然而在2022年3月7日，乌克兰扎波罗热州政府确认，俄罗斯军队已经占领了托克马克。 

## 第二次戰役
2023年乌克兰反攻期间，托克马克被认为是乌克兰反攻的重要目标。7月27日，有廣泛報導稱烏克蘭軍隊突破了羅博季涅村（托克马克以北）附近的俄羅斯防禦，並發起了一次重大機械化行動，向該村莊推進。8月11日，社交媒體視頻和圖像顯示，烏克蘭軍隊已進入札波羅熱地區的羅博季涅村該地點已經發生了數周的激烈戰鬥，塔爾納夫斯基準將說，他的部隊取得了進展，地理定位鏡頭也證實烏克蘭軍隊已進入羅博季涅村的北部。8月23日，烏克蘭第47機械化旅宣布正式解放羅博季涅村，將烏克蘭國旗掛在村莊的行政辦公室上。8月28日，烏克蘭國防部副部長馬利亞爾報告稱烏克蘭軍隊已全解放羅博季涅村， 馬利亞爾還表示，烏克蘭軍隊在電視廣播中事實上解放了該定居點，而不是作為正式聲明，烏克蘭官員通常會針對先前解放的定居點發布正式聲明。截止2023年12月底，乌克兰未能攻占托克马克。